# Grand Prix du Parisien
Le Grand Prix du Parisien est une course cycliste contre-la-montre par équipes française fondée par le journal Le Parisien Libéré. Elle est disputée entre Beauvais et Compiègne, villes situées toutes deux dans l'ancienne région Picardie. Elle était d’environ 130 kilomètres. Chaque équipe avait six coureurs. L’événement a eu lieu pour la première fois en 1961 et pour la dernière fois en 1965. De 1963 à 1965, il a fait partie de la série Super Prestige Pernod.

## Palmarès
Les noms des coureurs parmi les équipes gagnantes sont donnés dans leur entièreté, les cyclistes surlignés en gras sur chaque marche du podium sont ceux qui ont terminé dans les trios de tête.
Les autres équipes participantes sont disponibles dans Mémoire du Cyclisme cité en lien externe.
| Année                                                           | Vainqueur | Deuxième                                                                                              | Troisième                                                                                         |
| --------------------------------------------------------------- | --- | --- | ------------------------------------------------------------------------------------------------- |
| 1961 1re Alcyon-Leroux 2e St.Raphael-Geminiani 3e Ignis         | Florent Van Vaerenbergh ou Gustave Van Vaerenbergh André Darrigade Jean Forestier Anatole Novak Joseph Groussard François Mahé | Albertus Geldermans Bas Maliepaard Jean-Claude Lebaube Guy Ignolin Jo de Haan Tom Simpson             | Agostino Coletto Louison Bobet Joseph Velly Ercole Baldini Nello Fabbri Gastone Nencini           |
| 1962 1re Flandria-Faema 2e Peugeot-BP 3e Margnat-Paloma         | Rik Van Looy Huub Zilverberg Guillaume Van Tongerloo Edgard Sorgeloos Joseph Planckaert Peter Post                             | Henri Duez Pierre Ruby Claude Colette Claude Valdois François Hamon Ferdinand Bracke                  | Joseph Novales Luís Otaño Jacques Bachelot Joseph Velly Albert Bouvet Ramón Mendiburu             |
| 1963 1re Peugeot-BP 2e Margnat-Paloma 3e St.Raphaël-Gitane      | Rolf Wolfshohl Tom Simpson Claude Valdois Ferdinand Bracke François Hamon Michel Nédélec                                       | Peter Crinnion Joseph Velly Luís Otaño Ramón Mendiburu Joseph Novales André Darrigade                 | Bas Maliepaard Jean-Claude Lebaube Seamus Elliott Alban Cauvet Albertus Geldermans Jo de Roo      |
| 1964 1re St.Raphaël-Gitane 2e Cynar 3e Pelforth-Sauvage-Lejeune | Rudi Altig Arie den Hartog Albertus Geldermans Jo de Roo Bas Maliepaard Cees Lute                                              | Franco Balmamion Rolf Maurer Roland Zöffel ou Werner Weber Rudolph Hauser Diego Ronchini Dino Zandegù | Jan Janssen Joseph Groussard Ludo Janssens Willy Monty José María Errandonea Jean-Claude Lefebvre |
| 1965 1re Pelforth-Sauvage-Lejeune 2e Solo-Superia 3e Televizier | Henri Anglade Willy Monty Jan Janssen Piet Braspennincx Jean-Claude Lefebvre Roger Milliot                                     | Eddy Merckx Edward Sels Bernard Van De Kerckhove Armand Desmet Mathieu Maes Julien Stevens            | Gerben Karstens Cees Haast Leo van Dongen Jo de Roo Bas Maliepaard Rik Wouters                    |